# De beste van Gerard Cox
De beste van Gerard Cox is een verzamelalbum van Gerard Cox. De beste kan hier letterlijk genomen worden, want bij CBS had Cox zijn grootste successen als zanger. Het zijn wel allemaal covers van andermans liedjes. Alle vertalingen waren van Cox zelf, behalve voor 1948. Die werd geleverd door Kees van Kooten en Wim de Bie. 

## Musici
- Gerard Cox – zang
- Letty de Jong, Mary Duys (vrouw van Willem Duys), Wanda Stellaard – achtergrondzang
- Peter Nieuwerf – sologitaar
- Rogier van Otterloo – dirigent, arrangeur van waarschijnlijk het Metropole Orkest

John Vis werd eveneens genoemd vanwege zijn bijdragen. Hij adviseerde in de opname van 1948 door Gerard Cox.

## Muziek
| Nr. | Titel                                                      | Originele titel          | Duur |
| --- | ---------------------------------------------------------- | ------------------------ | ---- |
| 1.  | 't Is weer voorbij die mooie zomer (Steve Goodman)         | City of New Orleans      | 4:30 |
| 2.  | Tot ik bij je ben (Carole King)                            | You’ve got a friend      | 4:40 |
| 3.  | Droeve Lisa (Cat Stevens)                                  | Sad Lisa                 | 3:43 |
| 4.  | Morgen wordt het beter (Roger Whittaker)                   | New world in the morning | 2:34 |
| 5.  | Zullen we ritselen? (Cox, Van Otterloo)                    |                          | 2:30 |
| 6.  | Wat jammer toch dat alles altijd overgaat (Jules de Corte) |                          | 2:25 |
| 7.  | Als ik 65 ben (Elton John, Bernie Taupin)                  | Sixty years on           | 2:25 |

| Nr. | Titel                                                  | Originele titel           | Duur |
| --- | ------------------------------------------------------ | ------------------------- | ---- |
| 1.  | 1948 (Toen was geluk heel gewoon) (Gilbert O'Sullivan) | Alone again               | 4:50 |
| 2.  | Airport song (Chris Simpson)                           | Airport song              | 3:15 |
| 3.  | Voor mijn dochtertje (Charles Aznavour)                | A ma fille                | 3:40 |
| 4.  | Als je in m’n hart kon kijken (Gordon Lightfoot)       | If you could read my mind | 3:30 |
| 5.  | Romeo en Julio (Jules de Corte)                        |                           | 3:30 |
| 6.  | Onze Linda (Gilbert O'Sullivan)                        | Permissive twist          | 3:47 |

### Album top 10
Het werd van de eerste plaats afgehouden door eveneens een verzamelalbum: Twenty flashback greats of the sixties en de plaatopname van de oudejaarsconference 1973 van Wim Kan (Zuinig over de drempel).
| Positie: | 10 | 6 | 5 | 5 | 6 | 4 | 3 | 3 | 3 | 2 | 3 | 3 | 4 | 6 | uit |